# Kristoffer Rygg
Kristoffer Rygg (Oslo, 9 de septiembre de 1976), también conocido como Garm, Trickster G. o God Head, es un productor y músico noruego conocido por ser el frontman de Ulver y el antiguo vocalista de Arcturus. Es alabado dentro del mundo musical por su amplia gama vocal y su talento musical demostrado en varios géneros, como el black metal, la música electrónica, la música ambient y el rock experimental.

## Biografía
Rygg tenía 16 años cuando fundó en Oslo la banda Ulver, considerada como una de las bandas más experimentales dentro del black metal. A lo largo de su carrera también ha formado parte de Borknagar (entre 1995 y 1997) y Arcturus (entre 1993 y 2003) junto con otras figuras de la escena del black metal en Noruega.
Su amplio registro vocal (es capaz de interpretar desde falsetes hasta gritos rasgados típicos del black metal, así como poseer un rango de tipo barítono) le ha permitido grabar densos coros masculinos en algunas de sus producciones.
Rygg posee una compañía discográfica fundada por él mismo, llamada Jester Records, especializada en música experimental que publica los trabajos de Ulver, cuyo estilo es muy difícil de clasificar desde sus últimos discos. Asimismo, ha tocado como músico invitado con varios artistas, entre los que se encuentran Alkaline Trio, Ihsahn, The Gathering y Sunn O))).
En 2005 fundó la banda Head Control System junto con el productor portugués Daniel Cardoso, que hasta la fecha ha publicado un disco titulado Murder Nature. Más recientemente se involucró en un proyecto de jazz llamado Æthenor junto con músicos de Sunn O))), Guapo y Current 93.
En el 2007 apareció como invitado en la canción "Limbo" de Professor Fate, proyecto en solitario de Mick Kenney (Anaal Nathrakh).

## Discografía

### Con Arcturus
1. Constellation (1994)
2. Aspera Hiems Symfonia (1995)
3. La Masquerade Infernale (1997)
4. Disguised Masters (1999)
5. Aspera Hiems Symfonia/Constellation/My Angel (2002)
6. The Sham Mirrors (2002)

### Con Borknagar
1. Borknagar (1996)
2. The Olden Domain (1997)

### Con Head Control System
1. Murder Nature (2006)

### Con Ulver
1. Vargnatt (1993)
2. Split 7" w/Mysticum (1994)
3. Bergtatt - Et Eeventyr i 5 Capitler (1994)
4. Kveldssanger (1995)
5. Nattens Madrigal - Aatte Hymne til Ulven i Manden (1996)
6. Themes from William Blake's The Marriage of Heaven and Hell (1998)
7. Metamorphosis (1999)
8. Perdition City (2000)
9. Silence Teaches You How to Sing (2001)
10. Silencing the Singing (2001)
11. Lyckantropen Themes (2002)
12. A Quick Fix of Melancholy (2003)
13. Teachings in Silence (2003)
14. Svidd Neger (BSO) (2003)
15. Blood Inside (2005)
16. Shadows of the Sun (2007)
17. War Of The Roses (2011)
18. Childhood's End (2012)
19. ATGCLVLSSCAP (2016)
20. The Assasination of Julius Caesar (2017)

### Con Æthenor
1. Betimes Black Cloudmasses (2008)